# Chengnan (köpinghuvudort i Kina, Zhejiang Sheng, lat 28,33, long 121,40)
Chengnan (kinesiska: 城南, 城南镇) är en köpinghuvudort i Kina. Den ligger i provinsen Zhejiang, i den östra delen av landet, omkring 240 kilometer sydost om provinshuvudstaden Hangzhou. Antalet invånare är 61 523. Befolkningen består av 30 352 kvinnor och 31 171 män. Barn under 15 år utgör 14,0 %, vuxna 15-64 år 71 %, och äldre över 65 år 14,0 %.
Närmaste större samhälle är Xinhe, 17,9 km norr om Chengnan. 
Genomsnittlig årsnederbörd är 2 023 millimeter. Den regnigaste månaden är juni, med i genomsnitt 334 mm nederbörd, och den torraste är januari, med 74 mm nederbörd.